# Wakkerendijk 112
Wakkerendijk 112 is een gemeentelijk monument aan de Wakkerendijk in Eemnes in de provincie Utrecht. 
De langhuisboerderij staat een eindje van de dijk en werd gebouwd in de eerste decennia van de negentiende eeuw. Het rietgedekte schilddak is deels van Hollandse dakpannen voorzien. Aan de noordzijde van het voorhuis bevindt zich een kelder met opkamer.